# Alberto Tassotti
Alberto Tassotti, ps. „Il Pieri da Nere” (ur. 15 czerwca 1918 w Paluzza, zm. 29 czerwca 2008 w Gemona del Friuli) – włoski biegacz narciarski, narciarz alpejski, kombinator norweski i alpinista.
Na igrzyskach olimpijskich w 1948 zajął 50. miejsce w biegu na 18 km z czasem 1:28:16 s oraz 28. w zawodach kombinacji norweskiej.
Trzykrotny medalista mistrzostw Włoch w kombinacji norweskiej: złoty z 1943, srebrny z 1941 i brązowy z 1948. Wspiął się również na Matterhorn.
Po zakończeniu kariery do lat 70. był trenerem.
Zmarł 29 czerwca 2008.